# Rigács, Veszprém
Rigács  este un sat în districtul Sümeg, județul Veszprém, Ungaria, având o populație de 192 de locuitori (2011). 

## Demografie
Componența etnică a satului Rigács
     Maghiari (97,69%)
     Romi (2,31%)
Componența confesională a satului Rigács
     Romano-catolici (68,23%)
     Luterani (8,85%)
     Reformați (2,08%)
     Necunoscută (20,83%)
Conform recensământului din 2011, satul Rigács avea 192 de locuitori. Din punct de vedere etnic, majoritatea locuitorilor (97,69%) erau maghiari, cu o minoritate de romi (2,31%).  Din punct de vedere confesional, majoritatea locuitorilor (68,23%) erau romano-catolici, existând și minorități de luterani (8,85%) și reformați (2,08%). Pentru 20,83% din locuitori nu este cunoscută apartenența confesională.